# Necrologium
Een necrologium of dodenboek is een handschrift waarin de doden in een religieuze gemeenschap, van een kapittel van een collegiale kerk of van een begijnhof, worden genoteerd om hen te herdenken op de verjaardag van hun sterfdag. Met handschrift worden hier oude (middeleeuwse) necrologia bedoeld.
In de kloosters en de kapittelkerken worden de overleden monniken of kanunniken, maar ook weldoeners, ingeschreven in een dodenboek. Het is in essentie een Romeinse kalender met voor elke dag de lijst van de doden die men op de verjaardag van hun sterven wil herdenken. Deze necrologia zijn in de eerste plaats een leidraad bij het dagelijkse gebed voor de overledenen en hebben dus voornamelijk een liturgische bedoeling. Het necrologium gaat terug op het martyrologium dat in de eerste christelijke gemeenschappen werd gebruikt om tijdens de vieringen de namen te reciteren van hen die voor het geloof gestorven waren.
De termen necrologium, dodenlijst, obituarium en jaargetijdenboek worden nogal door elkaar gebruikt. 
Necrologia gaan mee met hun tijd en tegenwoordig zijn uitgebreide necrologia te vinden op het internet. In wezen is het echter nog altijd een handschrift, omdat het steeds wordt bijgewerkt en het niet de bedoeling is om als drukwerk te worden uitgegeven.